# The Sims 3
A The Sims 3 egy stratégiai élet-szimulációs játék, amit a The Sims Studio fejlesztett ki. A játékot az Electronic Arts adja ki. Amerikában 2009. június 2-án, Európában  június 5-én, Magyarországon pedig június 6-án jelent meg.
A játék többek között megjelent mobiltelefonra, PlayStation 3-ra, Wii-re, Xbox 360-ra, Nintendo DS-re pedig 2010. október 26-án jelent meg.
A játékból az első héten 1,4 millió példányt adtak el, a havi összesítésen az első helyezést érte el.

## Játékmenet, simek
A The Sims 3 elődeihez hasonlóan egy életszimulációra épülő játék. Simjeink éljék dolgos mindennapjaikat, gyereket neveljenek, dolgozzanak, legyenek hobbijaik, vágyaik, félelmeik és céljaik, pontosan mint a való életben. A The Sims 3 nyitott végű, nincs meghatározott célja.
Simjeink egy teljesen nyitott városban élnek, elugorhatnak az étterembe bedobni egy spagettit, elmehetnek a fürdőházba kezelést kérni, vagy akár állást vállalhatnak a kórházban. A The Sims 3 legnagyobb újdonsága, a város teljesen nyitott, és mindent látunk. A játékosok végre nincsenek lekorlátolva egyetlen telekre, most már számunkra minden nyitott. A játékban a napszakok realisztikusabbak, végig nézhetjük, ahogy felkel nap, majd ahogyan az lemegy, és a csillagok megjelennek az égen.
A játékkészítők elmondása szerint a legnehezebb a mesterséges intelligencia megteremtése volt, ugyanis ezzel minden simnek rendelkeznie kell. Amíg mi simjeink élnek a szomszédban élő simek is élik a mindennapjaikat, ellentétben a széria előző sorozataihoz képest, vagyis megházasodnak, gyereket szülnek, állást vállalnak, elválnak.
A sorozat előző részéhez képest simjeink életét most már nem a vágyai, és félelmei fogják befolyásolni; ugyanis ezek részben eltűnnek. A vágyaikhoz egy ún. pontszám tartozik, amelyet a simünk eszköztárában az "Életcél-jutalmak"-nál beválthatjuk egyes dolgokra. (Pl. Jó megfigyelő) Lehetnek olyan vágyaik is, mint elugrani a moziba, vagy egy sokkal komolyabb, például gyermeket vállalni. Az emlékek eltűnnek a 3-ban, helyettük ún. moodletek, vagyis hangulatdarabkák hatnak simjeink életére. (Pl. ha jól érzi magát kap egy elszórakoztatva hangulatjelzőt). A hangulatjelzők befolyásolják simünk általános állapotát, és arcképüket is.
A játékban alapból 50 személyiségjegy található, ezek közül minden fiatal felnőtt- felnőtt, és idős simnek 5 darab van (rossz neveltetés esetén 4). Egyes személyiségjegyek kiütik egymást, például: jó humorú-humortalan, családközpontú-gyermekkerülő. A kiválasztott öt személyiségjegy alapján simünk kap egy életcélt, amelyért küzdeni fog egész életében, például: Világhírű sebész, Űrhajós, Hivatásos író. Egyes személyiségjegyek különlegessé tehetnek simeket, egyes jártasságokat például gyorsabban sajátítanak el, vagy munkájukban is segíthetik őket.
A játékban 7 korcsoport van, melyek a következőek: csecsemő, tipegő, gyermek, tinédzser, fiatal felnőtt, felnőtt, idős. A fiatal felnőtt és a felnőtt korcsoport között nincs különbség, csupán simünk még fiatal, tehát több ideje van még az élet mosolygósabb oldalával foglalkozni, összeköltözni a barátaival, megtalálni a nagy románcot, és állást keresni.

### Korcsoportok
90 napos, normál beállításon (nem muszáj csecsemőnek beállítani Simünket)

#### Csecsemő
Simünk legelső korszaka, mely összesen 3 napig tart (már ha a beállításokat normálon hagyjuk). Ha a csecsemő olyan családba születik, ahol az édesanyának komplikációtól mentes volt a terhesség alatti korszak, akkor mi magunk választhatjuk ki azt a két személyiségjegyet, amivel megkezdődik simünk élete. (Egyes személyiségjegyek csak bizonyos korszakoktól elérhető, egy csecsemő pl. nem lehet reménytelenül romantikus, flörtölő, sznob, vagy éppen vegetáriánus) A csecsemőknek sok alvásra, társaságra, és ételre van szükségük, éppen ezért az édesanyák 4 nap szülési szabadságot kapnak, hogy a picivel foglalkozzanak.

#### Tipegő
Simjeink e korszaka összesen 7 napig tart. Simünknek még mindig csak két személyiségjegye van, de lehetőségei már tágabbak. Feladatunk ebben a korszakban a simeket megtanítani járni, beszélni, és WC-t használni, valamint egyéb képességfejlesztő könyveket is vásárolhatunk nekik a könyvesboltban, amikkel egyes jártasságok hamarabbi elsajátításához járulunk hozzá. Egyedül nem képes közösségi területek meglátogatására, sem lemenni a lépcsőn.

#### Gyermek
Ez a korszak is 7 napig tart, ekkor kiválaszthatjuk simünk 3. személyiségjegyét, ha kellemes, megrázkódtatásoktól mentes tipegő korszaka volt. Ha ez nem történik meg, ez esetben a játék automatikusan egy negatív személyiségjegyet ad a simnek. A személyiségjegyek tárháza itt már szélesebb, de egyes jártasságokhoz, opciókhoz kötődő személyiségjegyek továbbra sem érhetőek el.
Ebben a korszakban a simek iskolába járnak, jártasságokat fejlesztenek, és barátságokat kötnek. A gyermekek iskolaideje 9:00–15:00-ig tart, és kijárási tilalmuk a sötétedés megkezdődése után, 22:00-kor lép érvénybe. A házifeladatnál kérhetnek szülői segítséget, vagy inasi segítséget, de például egy zseni sim ezt megoldja.

#### Tinédzser
Ez a korszak összesen 14 napig tart, ekkor kiválaszthatjuk simünk 4. személyiségjegyét, ha simünk az iskolában jól tanult, átlaga legalább 4-es volt. Ha ez nem történik meg, akkor a játék vagy egy negatív személyiségjegyet ad simünknek, vagy nem kap személyiségjegyet. Ekkor a simek számára már az összes személyiségjegy elérhetővé válik. A tinédzserek részmunkaidős állásokat vállalhatnak az alábbi helyszíneken: Fürdőház, Élelmiszerbolt, Könyvesbolt, Temetői Mauzóleum. Ezeknek a munkaideje főleg 16:00 – 19:00-ig tart. A tinédzser simek 9:00–14:00-ig járnak iskolába. Ebben a korszakban jelenik meg a simeknél az első szerelem. A kijárási tilalom 23:00-kor lép érvénybe, ha nem érnek haza egy órán belül, a rendőrség is elkezd utánuk szaladgálni és ha rajtakapják őket, hogy éjszaka járnak az utcán akkor (rosszabb esetben) beviszik a Rendőrőrse vagy pedig haza viszik, ahol a szülőktől kap egy két dorgálást. A nemzedékek kiegészítő hibája ezekben az esetekben, hogy a szülő szobafogságot is kiszabhat a csíntalan gyerekekre, akik még iskolába sem mehetnek el, ha a szülők meg nem bocsátanak nekik.

#### Fiatal felnőtt
Ez a korszak 21 napig tart, ekkor választatjuk ki simünk utolsó, 5. személyiségjegyét, abban az esetben, ha jó tanuló volt. A fiatal felnőtt simek mindent csinálhatnak, amit a felnőttek: teljes munkaidejű állást vállalhatnak, megházasodhatnak, gyereket vállalhatnak stb. Ez a korszak a simek számára általában az élet megkezdődése, az összebútorozás, otthonteremtés, és a ranglétrán elkezdődő menetelés időszaka.

#### Felnőtt
Ez a korszak összesen 21 napig tart. Simjeink ebben a korszakban főként a családalapításra, a munkahelyükön való beteljesedésre fókuszál.

#### Idős
Simünk utolsó korszaka, mely optimális esetben a 73. napon kezdődik meg, és a 90. napon ér véget, tehát 17 napos. Egyes esetekben simjeink tovább élhetnek maximum 20 nappal, ha fitt, vagy beteljesedett élete álma, vagy éppenséggel vegetáriánus. (A személyiségjegy leírása szerint a vegetáriánusok tovább élnek.) Simjeink ebben a korszakban nyugdíjba vonulhatnak, törődhetnek az unokákkal, és kiélvezhetik életük utolsó időszakát, de akár még teljes, felnőttekre jellemző életet is élhetnek.

### Családkészítő
A családkészítő (CAS), egy teljesen új kinézetet kapott, melyben messzemenően részletekig szabhatjuk simünket. Beállíthatunk neki megfelelő frizurát, szemszínt, testsúlyt, ruhát, bőrszínt, mindezt az RGB színkör alapján is, de olyan apróságok beállítására is lehetőség nyílik, mint a szeplők vagy szépségpöttyök, smink, tetoválás. Ruha: beletartozik a mindennapi viselet az elegáns a hálóruhák a sportos, a fürdőruhák, évszakok kiegészítővel a kinti ruházat és a munka ruha, amit nem szerkeszthetünk, de létre hozhatunk egy második munkaruhát, amit bárhogyan beállíthatunk. Különböző kiegészítők is vannak: szemüvegek, napszemüvegek, ékszerek, kesztyűk, harisnya kötők és harisnya (csak nőknél) szépség hibák és zoknik. Ha a Simünk kész, akkor már nem lehet nagyon módosítani rajta (csak akkor, ha még nem mentél rá a pipára és nem vagy már benne a játékban). Ha viszont már benne vagy a játékban, úgy a karakterre rányomva át lehet alakítani.

### Építés/Vásárlás mód
Alapból nem sok tárgyat találunk, de ezeket messzemenően a részletekig szabhatjuk, így bármilyen otthont létrehozhatunk simjeink számára.Lehet emeletes ház, teraszos. A simek ha nem művészet gyűlölők, szeretik a festményeket, ezért érdemes sok díszt elhelyezni otthonaikban. Minden kiegészítő lemezzel bővül a bútorok mennyisége és fajtája. Színüket, mintázatukat kedvünk szerint alakíthatjuk, így készítve egy teljesen egyedi otthont.

### Szomszédságok és lakóik
A játékban, alapból egy Sunset Valley nevű szomszédság van, mely leírása szerint a The Sims 2-ben megjelenő Szépkellemes elődje. A városban több visszatérő család is megjelenik; Goth, Bachelor, Landgraab, Langerak stb. Sunset Valley egy völgyi városka egy tenger partján.
A játékhoz, a hivatalos oldalról letölthető a Riverview nevű szomszédság, ami egy vidéki farmváros. Itt is több visszatérő család van, többek között; Newbie, Lothario stb.
A legtöbb kiegészítő lemezhez új városok jelennek meg, pl.: Bridgeport (nagyváros a Leszáll az éj kiegészítőben), Moonlight Falls (a Természetfeletti erők városa), Island Paradiso (Szigetvilág) Twinbrook (Álomállások) Apaloosa Plains (Állatok) Oasis Landing (Előre a jövőbe, itt tartósan nem lehet élni, szükséges egy eredeti, jelenbeli város is)
Az utazások alkalmával meglátogatható 3 helyszín: Champ le Sims (Franciaország) Al Simhara (Egyiptom) és Shang Simla (Kína)
A kiegészítők mellett, még több lehetőséget kaphatunk a beállítások menüben. Az évszakok kiegészítők segítségével, be állíthatjuk az időt, eshet az eső, hó jégeső, emellett lehet köd. Ezeket persze ki is lehet kapcsolni, így a kedvünknek megfelelő időjárás lehet. A simek élet hosszát is belehet állítani, valamint az állatokét. Emellett a telihold sűrűségét is meg lehet adni.

## A The Sims közösség
A játékhoz kapcsolódó hivatalos weboldal a www.thesims3.com, ez magyar nyelven hu.thesims3.com címen érhető el. A játékosok ezen a portálon megoszthatják tapasztalataikat, valamint a játékban használt hajakat, ruhákat, szomszédságokat, simeket, tárgyakat tölthetnek fel-le, a Bazár című szolgáltatással. A portálhoz tartozik egy Store weboldal, amiről tárgyakat, ruhákat, hajakat lehet letölteni simpontokért. A simpontokat az alapjáték és a Világ Körül regisztrálásakor kapunk, valamint internetes úton pénzért is lehet ilyeneket vásárolni.

## Kiegészítők és Cuccos Csomagok
| Kiegészítő                        | Megjelenés                                    |  | Cuccos Csomag                          | Megjelenés                                      |
| --------------------------------- | --------------------------------------------- |  | -------------------------------------- | ----------------------------------------------- |
| The Sims 3: A világ körül         | ÉA 2009. november 17. EU 2009. november 20.   |  | The Sims 3: Luxuslakás Cuccok          | ÉA 2010. február 2. EU 2010. február 5.         |
| The Sims 3: Álomállások           | ÉA 2010. június 1. EU 2010. június 4.         |  | The Sims 3: Padlógáz Cuccok            | ÉA 2010. szeptember 7. EU 2010. szeptember 10.  |
| The Sims 3: Leszáll az éj         | ÉA 2010. október 26. EU 2010. október 29.     |  | The Sims 3: Szabadtéri kalandok cuccok | ÉA 2011. február 1. EU 2011. február 4.         |
| The Sims 3: Nemzedékek            | ÉA 2011. május 31. EU 2011. június 3.         |  | The Sims 3: Városszépítő Cuccok        | ÉA 2011. július 26. EU 2011. július 29.         |
| The Sims 3: Házi Kedvenc          | ÉA 2011. október 18. EU 2011. október 21.     |  | The Sims 3 Királyi lakosztály cuccok   | ÉA 2012. január 24. EU 2012. január 27.         |
| The Sims 3: Vár a színpad         | ÉA 2012. március 9. EU 2012. március 8.       |  | The Sims 3: Katy Perry Édes Apróságok  | ÉA 2012. június 5. EU 2012. június 8.           |
| The Sims 3: Természetfeletti erők | ÉA 2012. szeptember 4. EU 2012. szeptember 6. |  | The Sims 3: Diesel cuccok              | ÉA 2012. július 10. EU 2012. július 15.         |
| The Sims 3: Évszakok              | ÉA 2012. november 13. EU 2012. november 15.   |  | The Sims 3: Múltidéző cuccok           | ÉA 2013. január 22. EU 2013. január 24.         |
| The Sims 3: Egyetemi évek         | ÉA 2013. március 5. EU 2013. március 8.       |  | The Sims 3: Mozis cuccok               | ÉA 2013. szeptember 10. EU 2013. szeptember 12. |
| The Sims 3: Szigetvilág           | ÉA 2013. június 25. EU 2013. június 28.       |  |                                        |                                                 |
| The Sims 3: Előre a jövőbe        | ÉA 2013. október 22. EU 2013. október 24.     |  |                                        |                                                 |